# Навантажена мова
Навантажена мова (також відома як навантажені терміни, емоційна мова та техніки мовного переконання) може використовуватися риторикою для впливу на аудиторію, використовуючи слова та фрази з сильними конотаціями, цей тип мови називають нечітким, тобто невиразним, щоб викликати емоційну реакцію та/або експлуатувати стереотипи. Навантажені слова та фрази мають значний емоційний підтекст і передбачають різко позитивні чи негативні реакції, які виходять за межі буквального значення.

## Визначення
Навантажені терміни, які також називають емоційними або етичними словами, були чітко описані Чарльзом Стівенсоном. Він помітив, що є слова, які не просто описують можливий стан речей. «Террорист» не використовується лише для позначення особи, яка вчиняє конкретні дії з певним наміром. Такі слова, як «тортури» або «свобода», несуть із собою щось більше, ніж простий опис концепції чи дії. Вони мають «магнітний» ефект, імперативну силу, схильність впливати на рішення співрозмовника. Вони суворо пов’язані з моральними цінностями, що призводить до оціночних суджень, і потенційно викликають конкретні емоції. З цієї причини вони мають емоційний вимір. У сучасній психологічній термінології можна сказати, що ці терміни несуть в собі «емоційну валентність», оскільки вони передбачають і генерують оціночне судження, яке може призвести до емоції. Звернення до емоцій є відмінним від апеляції до логіки і розуму. Автори Р. Обговорюючи це, Малкольм Мюррей і Небойша Куюнджич розрізняють "prima facie судження" від "вважених суджень". Емоція, викликана емотивною мовою, може сформувати «примітивне» судження для дії, але потрібна додаткова робота, перш ніж можна отримати «обдумане» судження.
Емоційні аргументи та навантажена мова є особливо переконливими, оскільки вони використовують слабкість людини для негайної дії на основі емоційної реакції, «без» такого подальшого обдуманого судження. Через такий потенціал емоційних ускладнень, як правило, рекомендується уникати навантажених висловів у суперечках чи виступах, коли однією з цілей є справедливість та неупередженість. Ентоні Вестон, наприклад, закликає студентів і письменників: «Загалом уникайте мов, єдиною функцією яких є схилити до емоцій».

## Приклади
Політики використовують евфемізми, і вивчають, як їх ефективно використовувати: які слова використовувати або уникати, щоб отримати політичну перевагу чи принизити опонента. Спічрайтер і журналіст Річард Хеллер наводить приклад того, що політик часто виступає за «інвестиції в державні послуги», оскільки це має більш сприятливий відтінок, ніж «державні витрати».
Одним із аспектів навантаженої мови є те, що навантажені слова та фрази зустрічаються парами, іноді як прийоми політичного фреймінгу людьми з протилежними планами. Хеллер називає ці варіанти «Фу! версією та Ура! версією», щоб відрізнити ті, що мають негативний і позитивний емоційний підтекст. Приклади включають «бюрократ» і «державний службовець», «проти абортів» і «за життя», «режим» і «уряд».
У есе 1946 року у творі «Політика та англійська мова» Джордж Орвелл обговорював використання навантаженої мови в політичному дискурсі.
Слово «фашизм» тепер не має жодного значення, окрім як «щось небажане». Слова «демократія, соціалізм, свобода, патріотизм, реалізм, справедливість» мають кожне кілька різних значень, які не можуть бути узгоджені одне з одним. У випадку такого слова, як «демократія», не тільки немає узгодженого визначення, але й спробі його виробити опираються з усіх боків. Майже повсюдно вважається, що коли ми називаємо країну демократичною, ми її вихваляємо: отже, захисники будь-якого режиму стверджують, що це демократія, і бояться, що їм доведеться припинити вживати це слово, ніби воно було пов’язано з будь-яким одним значенням.